# Hinode
Хинодэ (яп. ひので Хинодэ, Восход солнца, до запуска — Solar-B) — японский научный спутник для исследований в области физики Солнца. Запущен 23 сентября в 06:36:30 (22 сентября в 21:36:30 UTC) 2006 года с космодрома Утиноура с помощью ракеты-носителя M-V. 
После запуска спутник получил имя «Hinode», что переводится как «Рассвет». Вместе с «Рассветом» на орбиту попутно также были выведены две полезные нагрузки — радиолюбительский спутник HITSAT и солнечный парус SSSAT.
Hinode является продолжением миссии спутника Solar-A (Yohkoh), запущенном в 1991 году. 
Кроме Японии в изготовлении спутника приняли участие США и Великобритания: США участвовали в разработке и изготовлении всех трёх основных научных инструментов, Великобритания приняла участие в разработке ультрафиолетового спектрометра. Кроме того в проекте также участвует Норвегия, которая предоставила для приёма научной информации наземную станцию SvalSat.
На октябрь 2020 года аппарат был всё ещё работоспособен. Его миссия продлена до конца 2022 года и, вполне возможно, будет продлена и до 2025 года.
В марте 2024 года миссия аппарата продлена до 2033 года.

## Исследования
Основная задача спутника состоит в осуществлении высокоточных измерений малых изменений напряжённости солнечного магнитного поля, кроме того в число исследований включено:
- изучение динамики солнечных магнитных полей;
- исследование вариаций светимости Солнца;
- изучение энергетики солнечного ветра;
- исследования процессов, порождающих ультрафиолетовое и рентгеновское излучение.

## Инструменты
Hinode на борту несёт три основных научных инструмента:
SOT (Solar Optical Telescope) — солнечный оптический телескоп, предназначен для измерения напряжённости магнитного поля в фотосфере;
- XRT (X-ray Telescope) — рентгеновский телескоп, предназначен для изучения солнечной короны;
- EIS (Extreme-Ultraviolet Imaging Spectrometer) — ультрафиолетовый спектрометр, предназначен для измерения скорости частиц, испускаемых Солнцем, а также для измерения температуры и плотности солнечной плазмы.